# 김진아 (희극인)
김진아(1985년 3월 6일 ~ )은 대한민국의 희극인이다.

## 학력
- 동덕여자대학교 사회복지과 학사

## 출연작

### 방송
- 웃음을 찾는 사람들 (SBS)
- 개그투나잇 (SBS)
- 코미디빅리그 (tvN)
  - 〈비스티 토이즈〉
  - 〈리얼 연애〉
  - 〈죽지 않아〉 김재우의 남자친구
  - 〈10년째 연애중〉 10년 전 이국주
  - <내 사랑 진짜루>
- 1 대 100 (KBS)
- 기분 좋은 날 (MBC)
- 마이 리틀 텔레비전 (MBC)

### 광고
- 아워홈 글루텐프리
- CJ제일제당 오버앤오버

### 뮤직비디오
- 배드키즈 - 바밤바